# Трёхполосый мезохетодон
Трёхполосый мезохетодон, или богряная рыба-бабочка (лат. Chaetodon trifasciatus) — вид лучепёрых рыб из семейства щетинозубых.
Обитает в Индийском океане от Восточной Африки до Западной Явы. Ближайшими сородичами являются рыба-бабочка Chaetodon austriacus, обитающая в Красном море и Аденском заливе, и рыба-бабочка Chaetodon lunulatus, обитающая в западной части Тихого океана, от восточных берегов индонезийских островов до Австралии.

## Описание и характеристики
Chaetodon lunulatus, Chaetodon austriacus и трёхполосая рыба-бабочка похожи по своей окраске. У первой менее заметна отметина под спинным плавником и более тёмный анальный плавник, у второй хвостовой и анальный плавники окрашены в чёрный цвет.
Трёхполосая, чёрнохвостая и овальная рыбы-бабочки, а также, скорее всего, рыба-бабочка Chaetodon melapterus составляют подрод Corallochaetodon, в котором С. trifasciatus является типовым видом. Вероятно, они, довольно близки к подроду Citharoedus (младший омоним рода моллюсков), к которому относится, например, рыба-бабочка Chaetodon meyeri. Как и эта группа, они могут быть отнесены к роду Megaprotodon, если род Chaetodon будет разделён.

## Среда обитания
Трёхполосая рыба-бабочка обитает в Индийском океане, от Восточной Африки до Западной Явы, на глубине от 2 до 20 м, в коралловых лагунах и береговых рифах. Молодые особи прячутся среди кораллов.

## Образ жизни
Вырастающие максимум до 15 см в длину, моногамные взрослые особи плавают в парах, могут быть территориальными и агрессивными по отношению к другим рыбам рода Chaetodon. Дынная рыба-бабочка питается исключительно коралловыми полипами, особенно рода Pocillopora. Рыбы данного вида яйцекладущие.